# El rojo y el negro (The X-Files)
«The Red and the Black» es el decimocuarto episodio de la quinta temporada de la serie de televisión estadounidense de ciencia ficción The X-Files. Fue escrito por el creador de la serie Chris Carter y Frank Spotnitz, dirigido por Carter y transmitido en los Estados Unidos el 8 de marzo de 1998 por la cadena Fox. El episodio obtuvo una calificación Nielsen de 12,0, siendo visto por 19,98 millones de personas en su transmisión inicial. El episodio recibió críticas moderadamente positivas de los críticos.
El programa se centra en los agentes especiales del FBI Fox Mulder (David Duchovny) y Dana Scully (Gillian Anderson) que trabajan en casos relacionados con lo paranormal, llamados expedientes X. Mulder cree en lo paranormal, mientras que la escéptica Scully ha sido asignada para desacreditar su trabajo. En este episodio, Mulder somete a Scully a hipnosis para conocer la verdad sobre su abducción después de que Cassandra Spender (Veronica Cartwright) desaparece y su hijo Jeffrey (Chris Owens) intenta airadamente abrirse camino en el FBI. El Sindicato, mientras tanto, acelera sus pruebas para la vacuna contra el aceite negro, sacrificando a los suyos para hacerlo.
«The Red and the Black» continúa desde el episodio anterior, «Patient X» y presenta el regreso de la creencia de Mulder en los extraterrestres, una creencia que inicialmente perdió en el inicio de la temporada «Redux». El director Rob Bowman estaba originalmente programado para dirigir el episodio, pero los problemas de filmación dieron como resultado que Carter lo dirigiera. Carter describió más tarde el episodio, junto con «Patient X», como «los proyectos más desafiantes y lógicamente complejos de la temporada».

## Argumento
En el desierto montañoso de Canadá, alguien en una cabaña escribe una carta dirigida a «hijo» y expresa la esperanza de que puedan reconciliarse. El sobre está dirigido al FBI y se entrega a un niño mensajero para que lo envíe por correo.
Fox Mulder (David Duchovny) llega a la presa Ruskin y encuentra varios cadáveres quemados, incluidos los pertenecientes a Quiet Willy y Dmitri. Dana Scully (Gillian Anderson) se encuentra con solo quemaduras menores, uno de los aproximadamente cincuenta sobrevivientes que se encontraron cerca en el bosque. Jeffrey Spender llega buscando a su madre, Cassandra (Veronica Cartwright), que está desaparecida. Mulder se reúne con Scully sobre el incidente, pero ella no recuerda nada. Jeffrey ve a Mulder y le advierte que no se involucre con su madre, que sigue desaparecida.
El hombre de las uñas perfectas (John Neville) y otros ancianos del sindicato observan cómo se administra la vacuna de aceite negro a Marita Covarrubias (Laurie Holden), que aún no ha funcionado. Más tarde, el hombre de las uñas perfectas se encuentra con Alex Krycek (Nicholas Lea), quien está cautivo a bordo de un carguero ruso. El hombre de las uñas perfectas cree que los rusos poseen una vacuna funcional contra el aceite negro, de lo contrario, Krycek no habría infectado al chico. Con una vacuna que funcione, la resistencia a los colonizadores extraterrestres es posible.
Una nave espacial se estrella en la base de las Fuerzas Aéreas de Wiekamp en Virginia Occidental y el pasajero rebelde sobreviviente es capturado por los militares. Mulder le muestra a Scully más fotos de las víctimas y, habiendo encontrado más implantes en ellas, cree que el implante en Scully puede responder a todas sus preguntas. El Sindicato se reúne por la captura del rebelde. El hombre de las uñas perfectas les informa de la existencia de la vacuna rusa, creyendo que esto hace posible la resistencia a los colonizadores. Si la vacuna no es efectiva, propone evitar entregar al rebelde y en su lugar formar una alianza con los rebeldes, pero los otros miembros del Sindicato creen que esto sería un curso de acción suicida.
Bajo hipnosis, Scully recuerda a los Rebeldes quemando a sus compañeros abducidos, así como a una nave espacial de los colonizadores matando a los Rebeldes y abduciendo a Cassandra. Durante una reunión con Walter Skinner, Mulder sigue insistiendo en que los hechos han sido orquestados por militares y no por extraterrestres. Mientras tanto, la vacuna rusa parece no tener efecto en Marita. El Primer Anciano le dice al hombre de las uñas perfectas que ya han decidido entregar al Rebelde a los Colonos. Jeffrey le muestra a Scully un video de él hablando sobre extraterrestres mientras estaba bajo hipnosis cuando era niño, alegando que su madre lo había obligado a hacer esas declaraciones.
Krycek es liberado y ataca a Mulder en su apartamento. Afirma que se está librando una guerra entre los extraterrestres y las inmolaciones de los rebeldes están destinadas a detener la inminente colonización de la Tierra. También afirma que el Rebelde capturado es fundamental para sus planes y no debe morir. Scully visita a Mulder y le revela que ha estado reconsiderando sus recuerdos de abducción, mientras que Mulder revela que se los está tomando en serio recientemente como resultado de su encuentro con Krycek. Mulder y Scully se dirigen a la Base de la Fuerza Aérea de Wiekamp, donde el cazarrecompensas extraterrestre, que está disfrazado de Quiet Willy, ha venido a matar al rebelde. Sin embargo, Mulder es testigo de la llegada de un segundo rebelde para aparentemente matar al cazarrecompensas y rescatar al rebelde capturado. El hombre de las uñas perfectas observa cómo se revela que la vacuna rusa ha tenido éxito en Marita. Mulder es liberado por los militares pero está confundido por lo que vio. En la sede del FBI, Spender recibe la carta de Canadá. En Canadá, vemos al niño devolver la carta sin abrir a la cabaña y se revela que el remitente es el fumador (William B. Davis).

## Producción

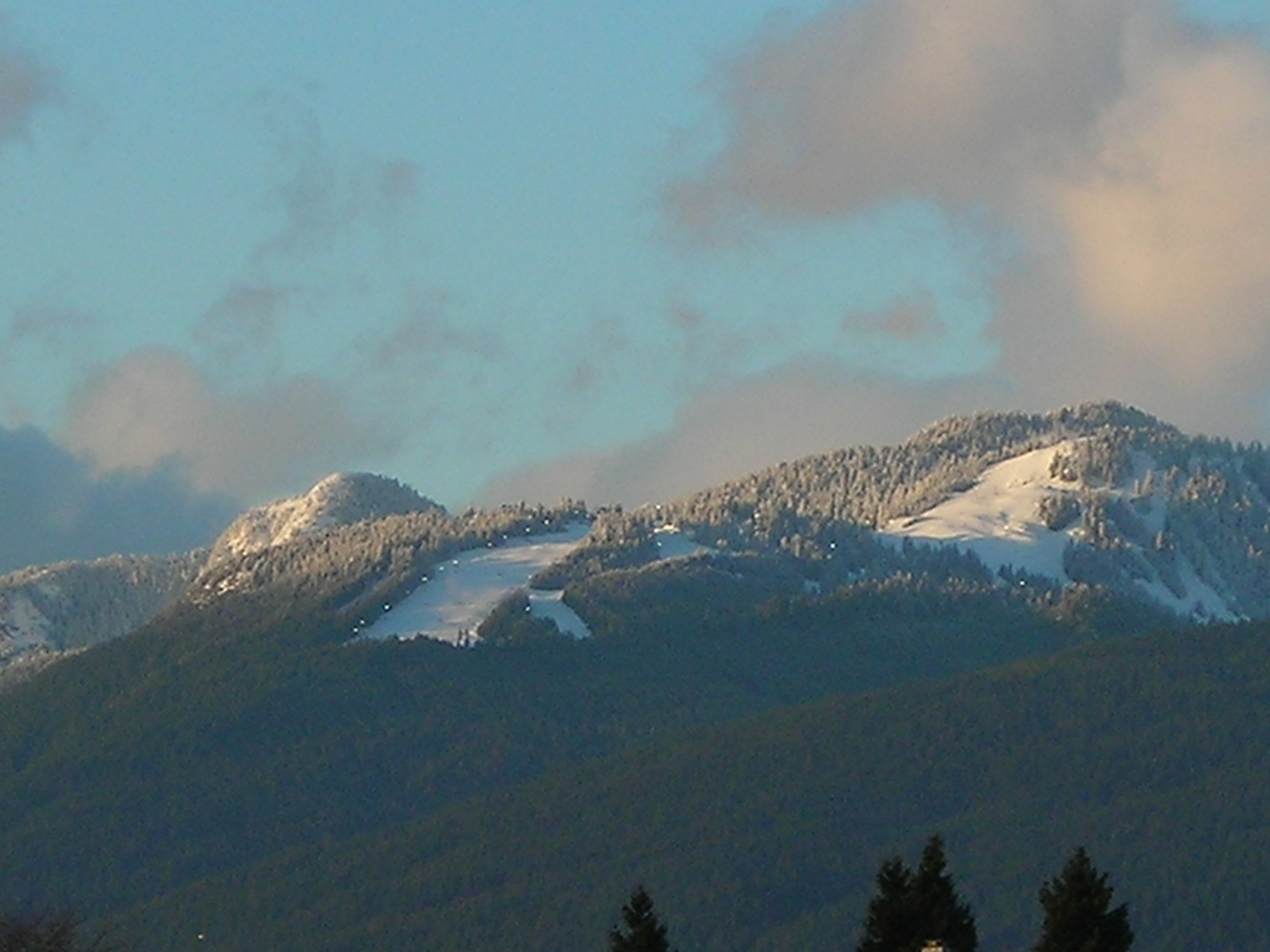
La apertura del episodio fue filmada en la montaña Grouse, cerca de Vancouver.

### Reparto y rodaje
Según el creador de la serie Chris Carter, la lista de actores del episodio, junto con «Patient X» era «más larga que la mayoría de las listas de actores que verás en una serie de televisión». Esto significó que el episodio fue sustancialmente más caro de filmar; el equipo logró convencer a Fox de que asignara el dinero argumentando que la trama de los dos episodios «conducía a [...] cuando se estrene la película X-Files». Rob Bowman originalmente tenía la intención de dirigir el episodio pero, debido a las nuevas tomas, no pudo hacerlo, lo que resultó en que Carter asumiera las funciones de director. Bowman contó más tarde: «Se suponía que debía dirigir “The Red and the Black” […] pero nos estábamos preparando para las nuevas tomas [de la película de The X-Files] así que no pude hacerlo. […] Chris tuvo que dirigir este episodio. Estaba tan enojado conmigo». Al filmar la escena en la que Mulder y Scully van a una estación médica, Carter hizo un homenaje al drama médico ER, filmándolo completamente con una Steadicam.
La escena de apertura fue filmada en la montaña Grouse, al norte de Vancouver, Columbia Británica, Canadá. La mayoría de las escenas en la presa Ruskin se filmaron aproximadamente a 50 millas al este de Vancouver, mientras que la secuencia de abducción ambientada en este lugar involucró una réplica a escala real de la presa que se estaba construyendo en un estudio de sonido. Las diversas escenas con el Sindicato probando la vacuna contra el aceite negro en Marita Covarrubias fueron filmadas en un hospital abandonado en Vancouver. El programa seleccionó el sitio porque, según Carter, tenía «un espacio de observación interesante por encima que usamos», que al final resultó ser un lugar difícil de filmar.

### Efectos

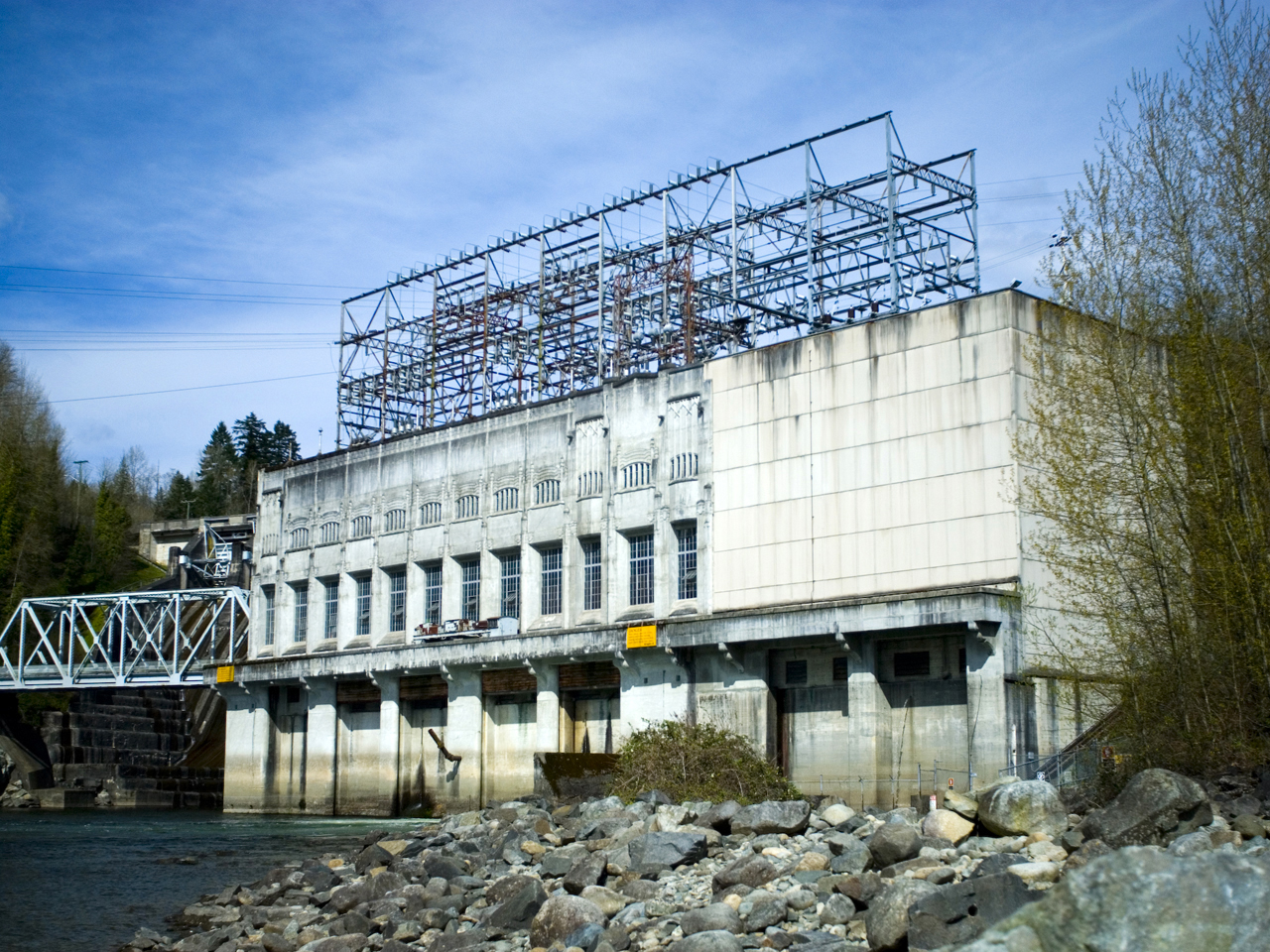
Para el episodio se creó una réplica a gran escala del puente de la presa Ruskin.

«The Red and the Black» fue un episodio técnicamente exigente, que Carter describió más tarde, junto con «Patient X», como «el [proyecto] más desafiante y lógicamente complejo de la temporada». La escena donde Cassandra Spender se elevó a una nave de los colonizadores se rodó haciendo que una doble se sentara en una silla de ruedas, que luego se levantó con una grúa; Luego, la grúa se retiró durante la edición en posproducción. Las luces de la nave extraterrestre se crearon con un equipo de iluminación aumentado con efectos de computadora. La nave espacial extraterrestre estrellada tenía sesenta pies de diámetro, el doble de la longitud de cualquier otra nave espacial vista antes en el programa, y fue arrastrada a la fuerza por el suelo para crear un surco profundo en la tierra. Se desencadenaron veinticinco explosiones para simular el choque del platillo; los restos de los restos fueron luego quemados y filmados. La escena tomó una noche completa de producción para rodarse.
La escena inicial con los rebeldes extraterrestres incinerando a un grupo de abducidos rusos fue filmada sin autos rusos reales. Nigel Habgood, coordinador de imágenes de automóviles, señaló: «No pude conseguir auténticos autos rusos, así que decidí ser creativo y volverme seriamente europeo. Quemamos un par de Saabs y un BMW 2002. Lamento que no pudiéramos conseguir ningún Yugo». Para la escena en la que Mulder descubre los restos carbonizados de los abducidos, los departamentos de utilería y diseño de producción tuvieron que crear cuerpos falsos especializados. Carter señaló más tarde que es «más difícil de lo que parece crear un cadáver carbonizado». El lema de este episodio es «Resist or Serve» (Resistir o servir). Este lema se usaría después para el juego de The X-Files, The X-Files: Resist or Serve así como el libro oficial que cubre la quinta temporada del programa.

## Recepción
«The Red and the Black» se estrenó en la cadena Fox en los Estados Unidos el 8 de marzo de 1998. Este episodio obtuvo una calificación Nielsen de 12,0, con una participación de 18, lo que significa que aproximadamente el 12,0 por ciento de todos los hogares equipados con televisión, y el 18 por ciento de los hogares que miraban televisión sintonizaron el episodio. Fue visto por 19,98 millones de espectadores. El episodio se incluyó más tarde en The X-Files Mythology, Volume 3 – Colonization, una colección de DVD que contiene episodios relacionados con los planes de los colonizadores extraterrestres para apoderarse de la tierra.
La recepción crítica del episodio fue en gran medida positiva. El crítico de The A.V. Club Zack Handlen, le dio a «The Red and the Black» una A-, y escribió positivamente sobre la «guerra galáctica» entre los colonizadores y los rebeldes a la que se hace referencia en el episodio, y señaló que marcó el punto donde «la mierda está punto de volverse real». A pesar de esto, Handlen criticó la serie por no seguir adelante con su historia de guerra extraterrestre, señalando que la premisa «realmente nunca [despegó], al menos [...] Nunca escuché a nadie referirse a [las última temporadas del programa] como “las temporadas en las que la mitología de The X-Files finalmente valieron la pena”». Handlen, sin embargo, señaló que «The Red and the Black» funcionó porque «las actuaciones son geniales como siempre, y porque la segunda parte de esta pareja rara vez se siente atascada o arrastrada». Robert Shearman y Lars Pearson, en su libro Wanting to Believe: A Critical Guide to The X-Files, Millennium & The Lone Gunmen, calificaron el episodio con tres estrellas de cinco. Los dos llamaron al episodio un «típico giro de la mitología» y señalaron que la trama era «complicada, pero las escenas más simples de confrontación están muy bien manejadas». Paula Vitaris de Cinefantastique le dio al episodio una crítica positiva y le otorgó tres estrellas de cuatro. Vitaris elogió la premisa del episodio y escribió que representaba «una segunda mitad de dos partes que es tan fuerte como la primera mitad».
Una variedad de críticos elogiaron la escena del hipnotismo. Robert Shearman calificó la escena de «hermosa» y elogió las habilidades de actuación de Gillian Anderson. Paula Vitaris quedó muy impresionada con el bloque de la escena, calificó la interpretación de «prácticamente orgásmica en intensidad» y concluyó que «Anderson es maravillosa».